# Пинто, Фаусто
Фаусто Мануэль Пинто Рохас (исп. Fausto Manuel Pinto Rosas; родился 8 августа 1983 года в Кульякане, Мексика) — мексиканский футболист, игравший на позиции левого защитника. Выступал за сборную Мексики.

## Клубная карьера
Фаусто является выпускником футбольной академии «Пачуки». Пинто дебютировал в основном составе команды в 2001 году. В том же году он стал чемпионом Мексики, хотя почти не принимал участия в играх основной состав. В сезоне 2006 и 2007 годов Фаусто вновь выиграл чемпионат, уже являясь основным защитником клуба. Также он стал дважды победителем Лиги чемпионов КОНКАКАФ и обладателем Южноамериканского кубка в 2006 году. В составе «Пачуки», Пинто провёл более 200 матчей во всех турнирах, но голов так и не забил.
В сезоне 2008/09 Фаусто перешёл в «Крус Асуль». 9 марта 2009 года в матче против «Сантос Лагуна», Пинто дебютировал за новый клуб. 29 ноября в поединке против «Пуэблы», защитник забил свой первый гол в мексиканской Примере.

## Международная карьера
27 июня 2007 года в матче Кубка Америки против сборной Бразилии, Пинто дебютировал за сборную Мексики. На турнире он принял участие также в поединках против команд Эквадора, Парагвая, Аргентины и Уругвая и помог сборной Мексики завоевать бронзовые медали первенства.
В 2009 году в составе национальной команды Фаусто стал обладателем Золотого Кубка КОНКАКАФ в США. На турнире он принял участие в четырёх матчах против сборных Никарагуа, Гваделупы, Панамы, Коста-Рики, Гаити и хозяев соревнований США.

## Достижения
Клубные
 «Пачука»
- Чемпионат Мексики по футболу — Верано 2001
- Чемпионат Мексики по футболу — Клаусура 2006
- Чемпионат Мексики по футболу — Клаусура 2007
- Лига чемпионов КОНКАКАФ — 2007
- Лига чемпионов КОНКАКАФ — 2008
- Южноамериканский кубок — 2006
- Североамериканская суперлига — 2007

 «Крус Асуль»
- Лига чемпионов КОНКАКАФ — 2013/2014

Международные
 Мексика
- Золотой Кубок КОНКАКАФ — 2009
- Золотой Кубок КОНКАКАФ — 2007